# Équipe d'Écosse féminine de hockey sur gazon
Maillots
L'Équipe d'Écosse féminine de hockey sur gazon représente l'Écosse dans le hockey sur gazon féminin international à l'exception des Jeux olympiques lorsque les joueuses écossaises sont éligibles pour jouer pour l'équipe de Grande-Bretagne féminine de hockey sur gazon telle que sélectionnée. Les principaux objectifs du pays, tels que définis par Scottish Hockey, l'instance dirigeante nationale d'Écosse pour le hockey, sont les championnats d'Europe, la Ligue mondiale et les Jeux du Commonwealth. En novembre 2015, elle est classée 17e nation mondiale.

## Concours avec la Grande-Bretagne
L'Écosse ne concourt pas aux Jeux olympiques, mais elles sont éligibles pour jouer pour l'équipe de Grande-Bretagne féminine de hockey sur gazon telle que sélectionnée. La Grande-Bretagne, au lieu des quatre nations à domicile individuelles (y compris l’Écosse), participe également à certaines éditions de la Ligue mondiale, généralement lorsque le tournoi sert de qualification pour les Jeux Olympiques (plus récemment en 2014-2015), et le Champions Trophy, lorsqu’il a eu lieu pendant les années olympiques (plus récemment en 2016).
Aux Jeux olympiques de 1992, les joueuses écossaises de hockey sur gazon, Susan Fraser, Wendy Fraser et Alison Ramsay ont remporté des médailles de bronze, au sein de l’équipe de Grande-Bretagne dans le tournoi féminin. Les joueuses écossaises Laura Bartlett et Emily Maguire a répété l’exploit aux Jeux olympiques de 2012,. Toujours avec l’équipe de Grande-Bretagne, Maguire a remporté l’argent au Champions Trophy 2012 (tout comme Bartlett), et une médaille d’or pour avoir remporté les demi-finales de la ligue mondiale de hockey sur gazon féminin 2014-2015,.

## Palmarès

### Coupe du monde
- 1983 - 8e place
- 1986 - 10e place
- 1998 - 10e place
- 2002 - 12e place

### Ligue mondiale
- 2012-2013 - 18e place
- 2016-2017 - 18e place

### Jeux du Commonwealth
- 1998 - 6e place
- 2002 - 6e place
- 2006 - 6e place
- 2010 - 7e place
- 2014 - 6e place
- 2018 - 7e place
- 2022 - 6e place

### Championnat d'Europe
- 1984 - 6e place
- 1987 - 6e place
- 1991 - 5e place
- 1995 - 6e place
- 1999 - 6e place
- 2003 - 7e place
- 2005 - 7e place
- 2009 - 8e place
- 2013 - 6e place
- 2015 - 6e place
- 2017 - 8e place
- 2021 - 7e place

### Championnat II d'Europe
- 2007 -
- 2011 -
- 2019 -

### Champions Challenge I
- 2011 -
- 2012 - 4e place
- 2014 - 7e place